# Stadio olimpico di Pará
Lo stadio olimpico di Pará (in portoghese Estádio Olímpico do Pará), ufficialmente stadio statale Giornalista Augusto Proença (in portoghese Estádio Estadual Jornalista Edgar Augusto Proença), è uno stadio di calcio di Belém, in Brasile. Prende il nome dallo stato brasiliano di Pará, anche se è ufficialmente intitolato a Edgar Proença, giornalista dello stato di Pará e fondatore della prima radio statale, Rádio Paraense.
Inaugurato il 4 marzo 1978, ha una capacità massima di 45 007 spettatori. Il governo dello stato di Pará è il proprietario dello stadio, che è l'impianto di casa del Paysandu, del Remo, dello Sport Belém e del Tuna Luso.